# Xã Missouri, Quận Burleigh, Bắc Dakota
Xã Missouri (tiếng Anh: Missouri Township) là một xã thuộc quận Burleigh, tiểu bang Bắc Dakota, Hoa Kỳ. Năm 2010, dân số của xã này là 168 người.